# 1965 год в истории метрополитена
В этой статье перечисляются основные  события из истории метрополитенов в 1965 году. Полужирным шрифтом выделены открытия новых транспортных систем.

## События
- 5 июля — открыта станция «Молодёжная» Московского метрополитена.
- 31 августа — открыта станция «Кунцевская» Московского метрополитена.
- 5 ноября — открыты:
  - Станции Святошинско-Броварской линии Киевского метрополитена «Гидропарк», «Левобережная», «Дарница». В Киеве 10 станций.
  - Электродепо «Дарница»
- 31 декабря — открыта станция «Преображенская площадь» Московского метрополитена.